# 下部溫泉站
下部溫泉站（日语：／ Shimobe-onsen eki */?）是位於山梨縣南巨摩郡身延町上之平7045號，東海旅客鐵道（JR東海）的身延線車站。
此站是下部溫泉的玄關口。特急「富士川」停車站。

## 歷史
- 1927年（昭和2年）12月17日：富士身延鐵道身延至市川大門之間開通，此站啟用。當時車站名為下部站（日语：／）[1]。為旅客和貨物車站。
- 1938年（昭和13年）10月1日：富士身延鐵道借給鐵道省使用，成為身延線[1]。
- 1941年（昭和16年）5月1日：富士身延鐵道正式國有化[1]。
- 1972年（昭和47年）9月20日：結束貨物起卸業務。
- 1987年（昭和62年）4月1日：伴隨國鐵分割民營化，車站由東海旅客鐵道（JR東海）營運[1]。
- 1991年（平成3年）12月14日：車站改名為下部溫泉站[1]。湯谷溫泉站也同日改名。
- 2012年（平成24年）3月17日：隨著使用人次減少，此站由直營車站變為無人車站[2]。JR全線售票處和廢止和自動售票機撤走。

## 車站構造
車站是一座地面車站，設有1面2線的島式月台和1條側線。側線是在月台北邊。車站大樓位於東南方。車站大樓側是1號月台（富士方向），對面是2號月台（甲府方向）。
富士、身延兩方向的列車會可進入1和2號月台，同時可向兩方向出發。於此站為終點站的列車可折返往身延站停泊，或從身延站前往此站，隨後從此站接載乘客前往富士、靜岡方向。此站設有臨時列車於此站到達或出發。曾經早上設有定期普通列車從此站途經東海道線前往靜岡。
車站大樓與月台之間設有站內平交道連接（設有遮斷機和警報機）。在站內平交道外邊，設有縣道平交道，縣道平交道也可進入車站月台。
車站大樓在車站啟用當初已經存在，黑色瓦頂為大樓特徵。大樓內設有候車室。
此站是由身延站管理的無人車站。在2012年3月16日前，此站是JR東海的直營車站，設有JR全線售票處和自動售票機。現時站內不可購買車票，可於其他車站的售票處購買此站車票，或在乘車後於車上購買車票。當乘坐一人控制列車時，需要領取整理券，在下車時於列車內支付車費。
在車站內甲斐常葉一方的路軌後方設有JR東海的下部乘務員休憩所，現時已經不再使用（在過去，曾經設有1架列車夜間停泊，在2013年3月16日時間表修正便沒有夜間停泊列車）。

### 月台
| 月台 | 路線   | 上下行 | 方向           |
| ---- | ------ | ------ | -------------- |
| 1    | 身延線 | 上行   | 身延、富士方向 |
| 2    | 身延線 | 下行   | 甲府方向       |

## 使用狀況
以下為近年1日乘車人次列表：
| 乘車人次變化 | 乘車人次變化     | 乘車人次變化 |
| 年度         | 1日平均 乘車人次 |              |
| ------------ | ---------------- | ------------ |
| 1950年       | 697              |              |
| 1980年       | 555              |              |
| 2005年       | 226              |              |
| 2006年       | 210              |              |
| 2007年       | 201              |              |
| 2008年       | 194              |              |
| 2009年       | 181              |              |
| 2010年       | 170              |              |
| 2011年       | 134              |              |
| 2012年       | 130              |              |
| 2013年       | 113              |              |
| 2014年       | 103              |              |
| 2015年       | 104              |              |
| 2016年       | 99               |              |
| 2017年       | 96               |              |

## 車站周邊
車站位於身延町下部。在2004年（平成16年）9月13日前，此站位於下部町內。在車站東南邊100米為下部川和雨河內川合流處。在車站西邊300米處設有常葉川。此站位於常葉川與下部川之間的平地。
此站名為下部溫泉，而「下部」村落位於車站東邊的下部川上。而下部溫泉是位於此站南邊下部川1公里處。
此站附近的道路中，常葉川和身延線並行的道路為國道300號，在此站附近前往下部溫泉的道路是縣道湯之奧上之平線。在湯之奧距離此站以東約4公里，該處設有在江戶初期的民居，同時成為國家重要文化財的門西家住宅，也設有富里礦山蹟。
車站附近設有下部郵局、甲斐黃金村·湯之奧金山博物館等設施。由於此站與下部溫泉中心有一段距離，因此站前設有的士等待乘客。

## 巴士路線
| 乘車處     | 系統               | 主要途經                                     | 目的地     | 巴士公司       | 備註    |
| ---------- | ------------------ | -------------------------------------------- | ---------- | -------------- | ------- |
| 下部溫泉站 | 下部線             | 甲斐常葉站、古關、本栖湖、河口湖站           | 富士山站   | 富士急山梨巴士 | 每日1班 |
| 下部溫泉站 | 下部線             |                                              | 下部溫泉鄉 | 富士急山梨巴士 | 每日1班 |
| 下部溫泉站 |                    | 早川町公所、西山溫泉                         | 奈良田溫泉 | 早川町乘合巴士 | 每日4班 |
| 下部溫泉站 |                    | 下山新町                                     | 身延站     | 早川町乘合巴士 | 每日4班 |
| 下部溫泉站 | 古關循環線（左回） | 甲斐常葉站、下部分所入口                     | 古關       | 身延町營巴士   | 每日2班 |
| 下部溫泉站 | 古關循環線（右回） | 波高島站、飯富、公所前、甲斐岩間站、久那土站 | 古關       | 身延町營巴士   | 每日1班 |

## 相鄰車站
東海旅客鐵道（JR東海）
 身延線
- 特急「富士川」停車站

波高島－下部溫泉－甲斐常葉

## 注腳
1. 1 2 3 4 5 6 7  曾根悟（日语：曽根悟）（監修）. 朝日新聞出版分冊百科編集部（編集） , 编. . 週刊 歴史でめぐる鉄道全路線 国鉄・JR (朝日新聞出版). 2009-07-26, (3): 22–23 （日语）.
2. 1 2 3  . 讀賣新聞 (讀賣新聞社). 2012-02-10: 31 （日语）.
3. 1 2  用車站時間表的方向資訊。詳情參見JR東海官方網站的各站時間表 （页面存档备份，存于）（截至2015年1月）。
4. ↑  「山梨縣統計年鑑」
5. ↑  平成19年山梨縣統計年鑑 運輸、通信 3 JR（東日本、東海、貨物）縣內運輸実績 （页面存档备份，存于）（日語） 總數除365。
6. ↑  平成20年山梨縣統計年鑑 運輸、通信 3 JR（東日本、東海、貨物）縣內運輸実績 （页面存档备份，存于）（日語） 總數除365。
7. ↑  平成21年山梨縣統計年鑑 運輸、通信 3 JR（東日本、東海、貨物）縣內運輸実績 （页面存档备份，存于） 總數除366。
8. ↑  平成22年山梨縣統計年鑑 運輸、通信 3 JR（東日本、東海、貨物）縣內運輸実績 （页面存档备份，存于）（日語） 總數除365。
9. ↑  平成23年山梨縣統計年鑑 運輸、通信 3 JR（東日本、東海、貨物）縣內運輸実績 （页面存档备份，存于）（日語） 總數除365。
10. ↑  平成25年山梨縣統計年鑑 運輸、通信 3 JR（東日本、東海、貨物）縣內運輸実績 （页面存档备份，存于）（日語） 總數除365。

## 外部連結
- 國土地理院地圖參閲服務 （页面存档备份，存于） - 下部溫泉站周邊的1/25000地形圖 （页面存档备份，存于）（日語）